# Stifts- und Pfarrkirche Reichersberg

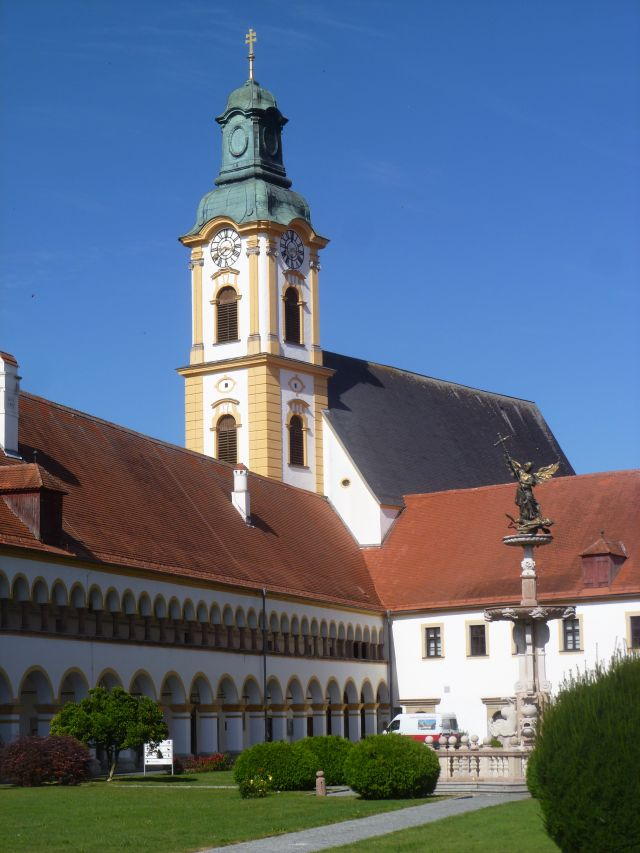
Stiftkirche Reichersberg

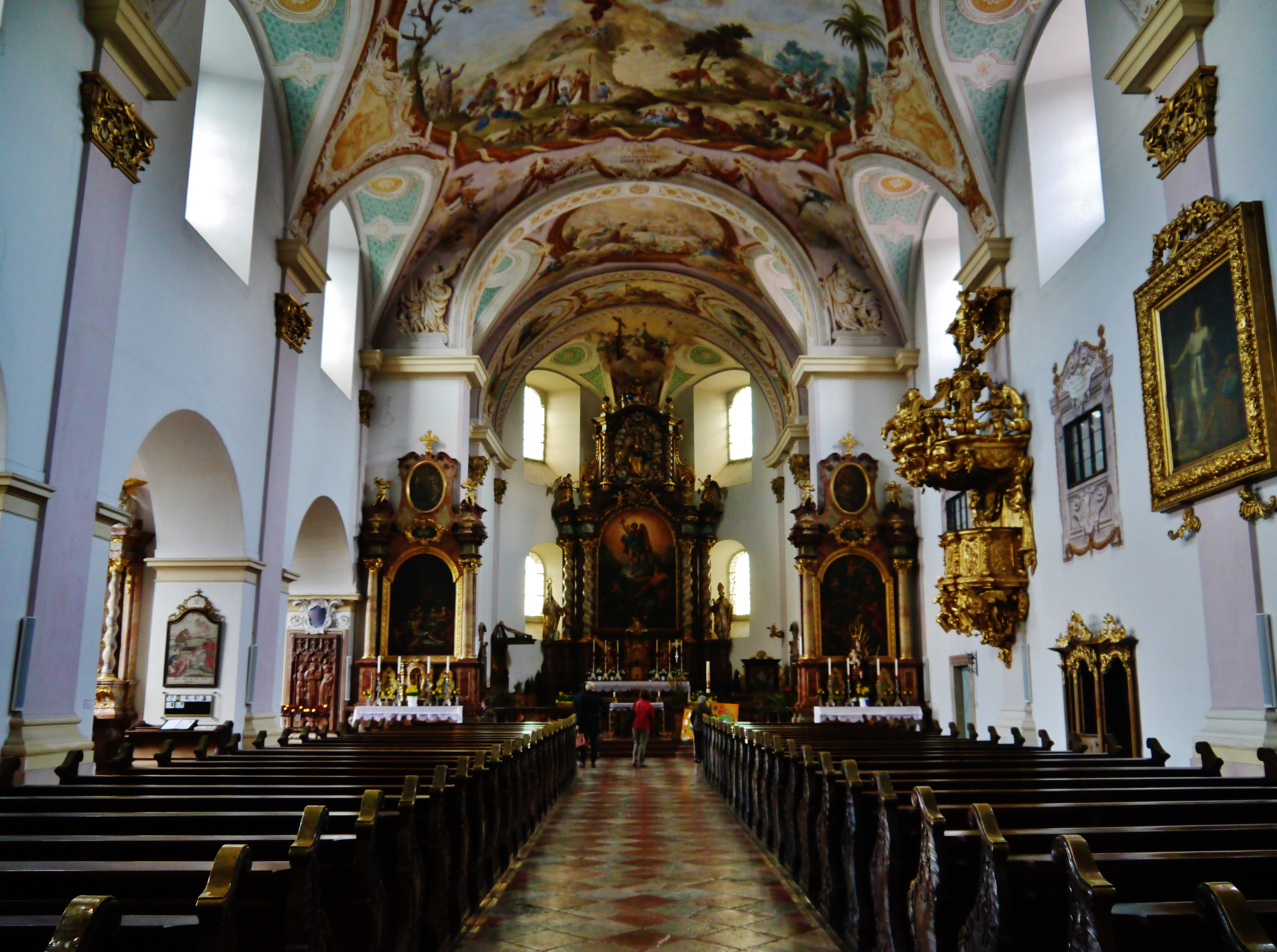
Stiftkirche Reichersberg, Blick nach Osten

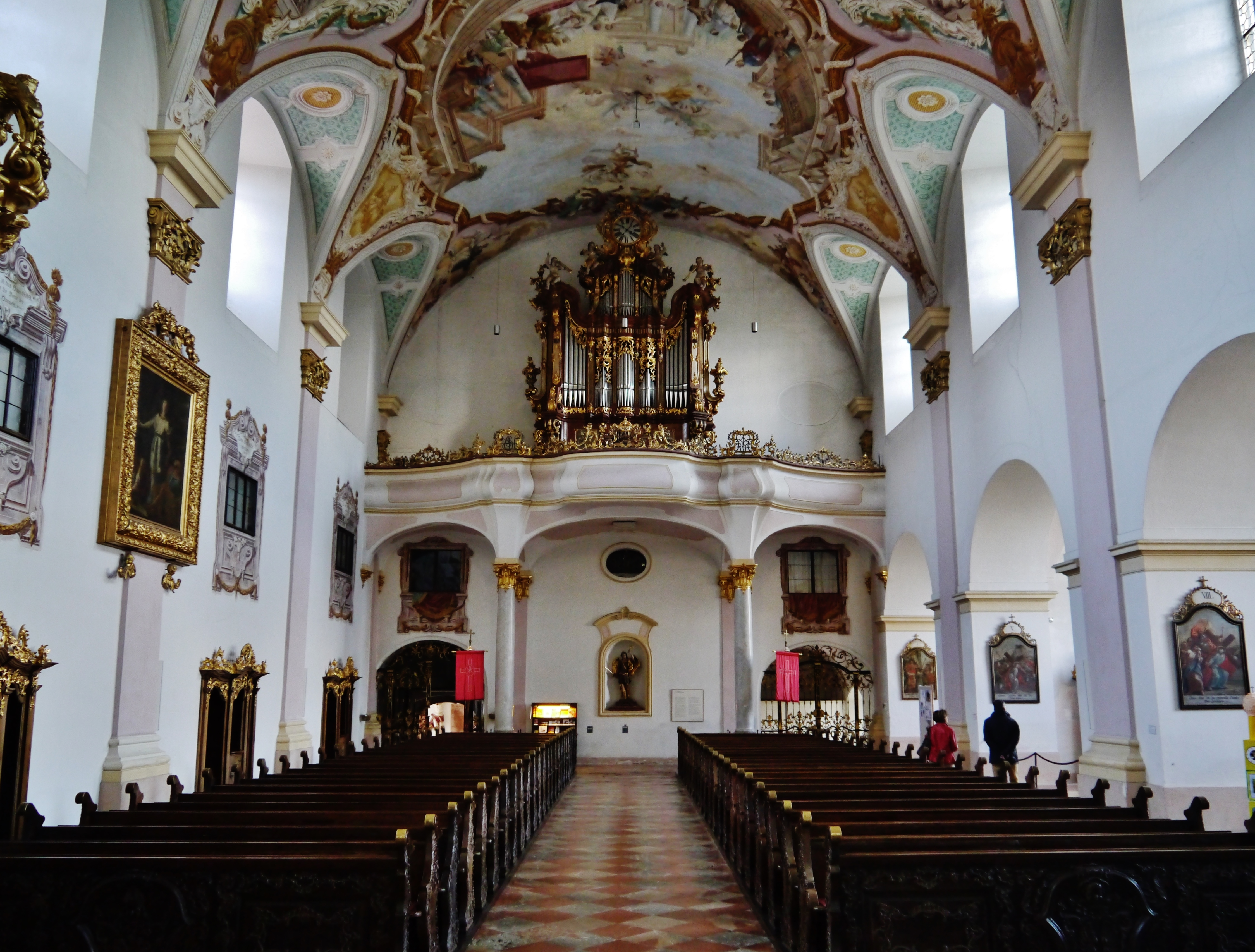
Stiftkirche Reichersberg, Blick nach Westen

Die Stiftskirche Reichersberg des Augustiner-Chorherren-Stiftes Reichersberg ist dem Hl. Michael geweiht und bildet einen Teil der Klosteranlage in der Marktgemeinde Reichersberg in Oberösterreich. Die römisch-katholische Stiftskirche dient gleichzeitig als Pfarrkirche der Pfarre Reichersberg und gehört in dieser Funktion zum Dekanat Altheim in der Diözese Linz. Die Stiftskirche steht unter Denkmalschutz.

## Geschichte
Eine Kirche wurde 1126 geweiht. Nach einem Brand erfolgte ab 1629 ein Neubau mit dem Baumeister Christoph Weiß aus Ried im Innkreis, welche 1644 geweiht wurde. 1774 stürzte der Turm ein. Von 1774 bis 1777 erfolgte ein Neubau mit dem Maurermeister Blasius Aichinger, dabei wurde der Turm nach Westen versetzt, womit das Langhaus verlängert erbaut werden konnte. Die Orgelempore wurde mit dem Langhaus erbaut.

## Architektur
Das einfache einschiffige vierjochige Langhaus hat ein Tonnengewölbe mit kleinen Stichkappen. Nordseitig sind vier tiefe Nebenkapellen angebaut. Südseitig fehlen Kapellen, weil das Kirchengebäude direkt an den Kreuzgang und einen darüberliegenden Gang des Konvents vom Stift Reichersberg anschließt. Der eingezogene eineinhalbjochige Chor hat einen Halbkreisschluss. Die Wandpilaster sind flach. Die dreiachsige Westempore wirkt zierlich. Der Westturm mit einem Kuppelhelm und Laterne zeigt die Angabe 1777.

## Ausstattung

### Vorhalle
Die Kirchenvorhalle hat ein Deckengemälde von Christian Wink aus dem Jahr 1778. Es stellt Moses vor dem brennenden Dornbusch dar. Das Marmorportal schuf der Salzburger Steinmetz Jakob Mösel (1775). Im Eingangsbereich befinden sich das Kriegerdenkmal der Pfarrgemeinde Reichersberg sowie eine Gedenktafel für die Mitglieder der Freiwilligen Feuerwehr Reichersberg. Das schmiedeeiserne Eingangsgitter beim Zugang zur Stiftskirche ist aus dem Jahr 1765 wurde mit 1775 restauriert und datiert.

### Langhaus

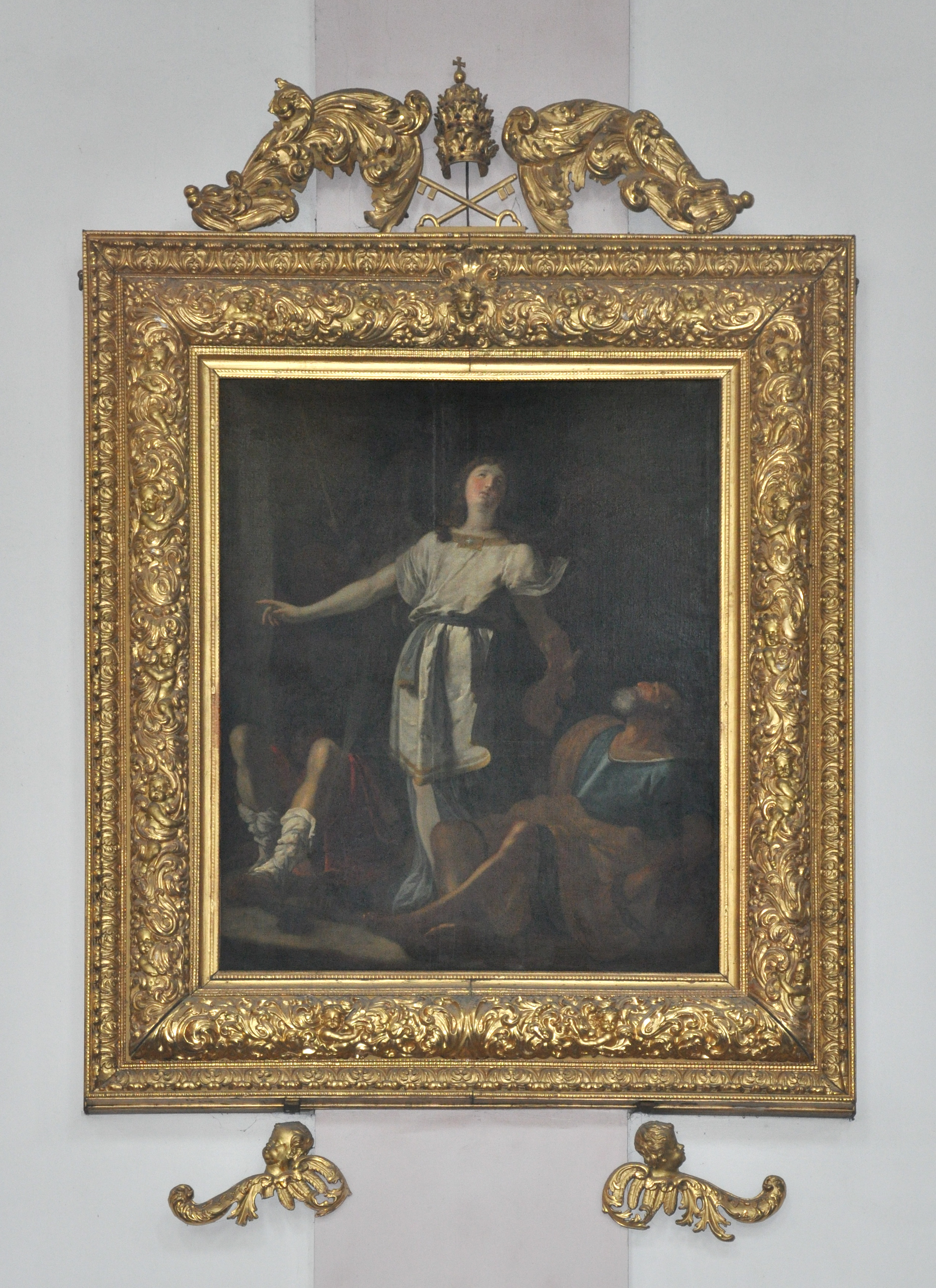
Gemälde Befreiung Petri im Langhaus

Aus der Vorhalle betritt man das Langhaus durch den unter der Westempore liegenden Zugang. Die Nischenstatue hl. Michael schuf Josef Bergler der Ältere aus Passau (1775). Über der Lourdeskapelle ist ein Fenster des Prälatenoratoriums. Rokoko-Beichtstuhl und darüber ein Bild hl. Florian um 1700 in einem Rokoko-Rahmen.
Die bemerkenswerte barocke Kanzel von 1718 in der Art des Josef Matthias Götz aus Passau wurde 1955 restauriert.
Ein großes Gemälde Befreiung Petri aus dem Kreis der Caravaggio-Schule hängt in einem reichen Schnitzrahmen von Thomas Schwanthaler (1702).
Drei Rokoko-Beichtstühle sind in die Langhausmauer eingelassen. Die Kirchenstühle sind Rokoko.
Die Kreuzwegbilder sind aus dem Jahr 1864, die neugotische Statue von 1888.

### Nebenkapellen

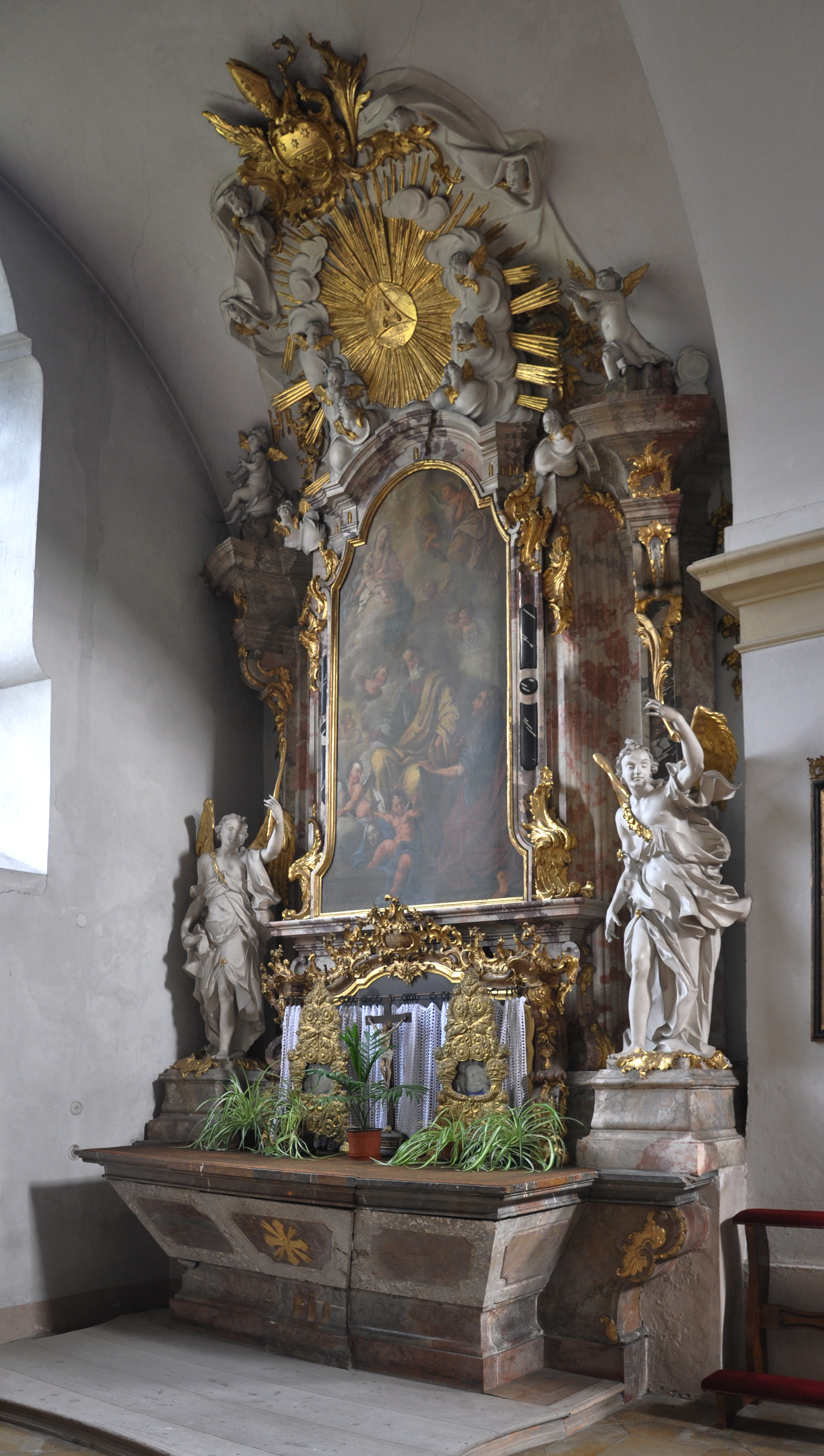
Altar der Kapelle Hl. Simon und Hl. Judas mit den Reliquien des Katakombenheiligen Claudius

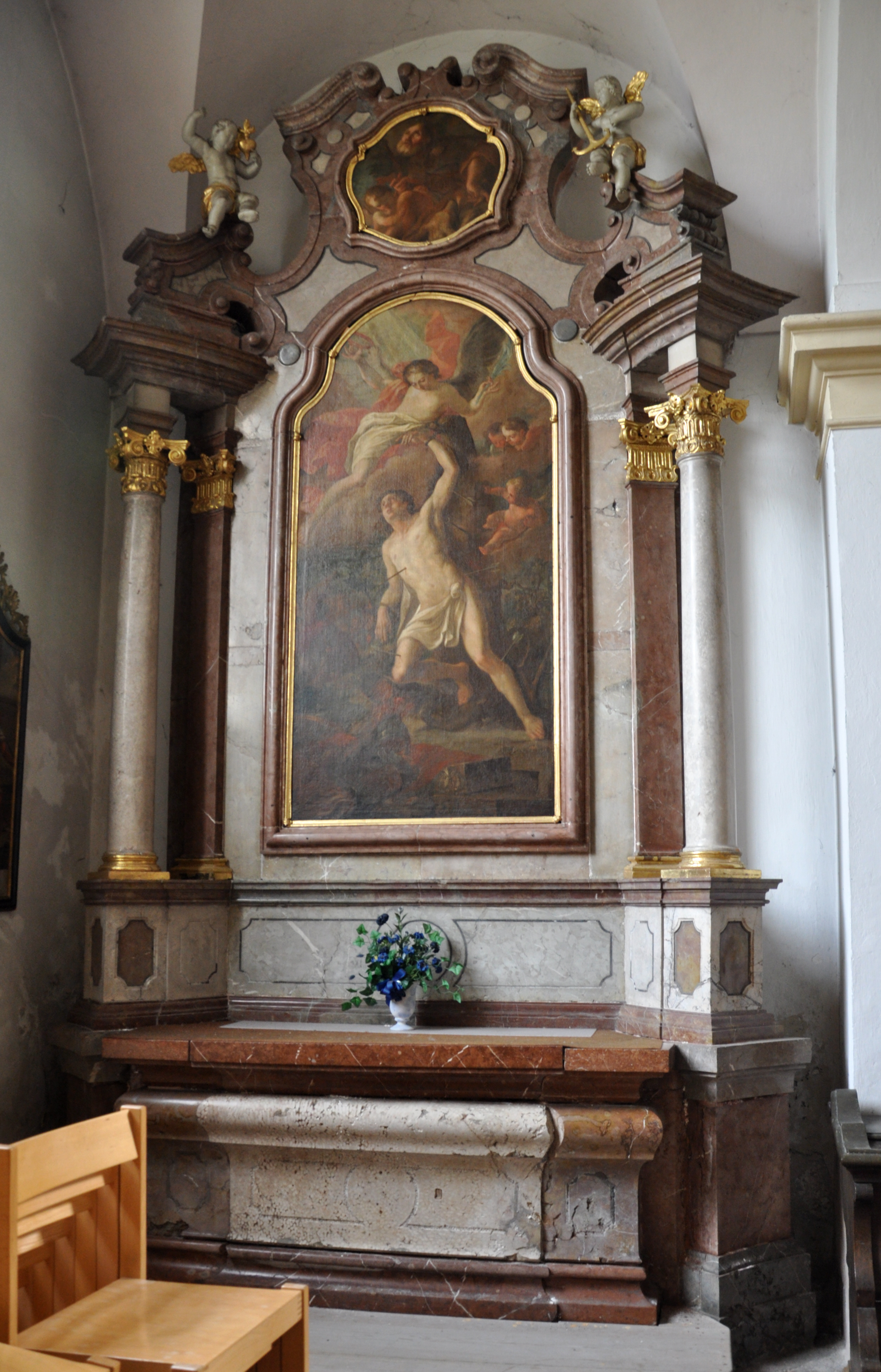
Altar der Kapelle Hl. Sebastian und Hl. Rochus

Die vier Nebenkapellen sind nordseitig an das Langhaus angebaut.

#### Kapelle des Hl. Augustinus
Die Kapelle enthält einen Rokoko-Stuckmarmor-Altar von Johann Baptist Modler aus Kößlarn, das Altarbild mit Darstellung des hl. Augustinus stammt von Johann Unruhe (1766). In dieser Kapelle befindet sich ein bemerkenswerter gotischer Stiftergrabstein aus Rotmarmor mit ganzfigurlichem Relief des Wernher 1086 mit Kirchenmodell und seiner Frau Dietburga und dem Sohn Gebhard unter Baldachin. Es handelt sich dabei um die ursprüngliche Deckplatte eines Hochgrabes um 1470.

#### Kapelle des Hl. Joseph
Die Kapelle enthält ebenfalls einen Rokoko-Stuckmarmor-Altar von Johann Baptist Modler aus Kößlarn, das Altarbild des hl. Josef stammt von Rudolf Wernicke (1946) und ist eine Kopie des Gemäldes von Martino Altomonte in der bischöflichen Hauskapelle in Linz.

#### Kapelle der Hl. Simon und Judas
Die Kapelle enthält ebenfalls einen Rokoko-Stuckmarmor-Altar von Johann Baptist Modler aus Kößlarn um 1760/1765. Das Altarbild mit den Apostels Simon und Judas Thaddäus stammt von Kolbinger (1763).
Seit 1709 wird auf einem Altar der Leib des Katakombenheiligen Claudius in einem Schrein aufbewahrt. Er wurde 1668 aus den Kalixtus-Katakomben erhoben und gelangte schließlich in den Besitz des damaligen Weihbischofs von Passau in Wien, Johann Joachim Ignaz Grafen von Aham. Nach dessen Tod wurden die Reliquien durch dessen Erben Johann Franz Graf von Aham für die Aham'sche Gruftkapelle in der Stiftskirche gestiftet.
Die Gruft unter dieser Kapelle diente als Grablege der Adelsfamilie Aham (letzte Beisetzung 1881), seit einem Umbau 1975 werden hier die Pröpste von Reichersberg bestattet.
Ebenfalls befindet sich hier ein Rokoko-Beichtstuhl und darüber das Bild hl. Franziskus aus dem 18. Jahrhundert.

#### Kapelle der Hl. Sebastian und Rochus
Die Kapelle enthält den Sebastian- und Rochus-Altar aus rotem Marmor, geschaffen von Jakob Mösel aus Salzburg (1775), das Altarbild malte Joseph Bergler der Jüngere (1775). Ebenfalls befindet sich hier ein Rokoko-Beichtstuhl und darüber das Bild Christus predigt im Tempel aus der zweiten Hälfte des 18. Jahrhunderts.

### Chor

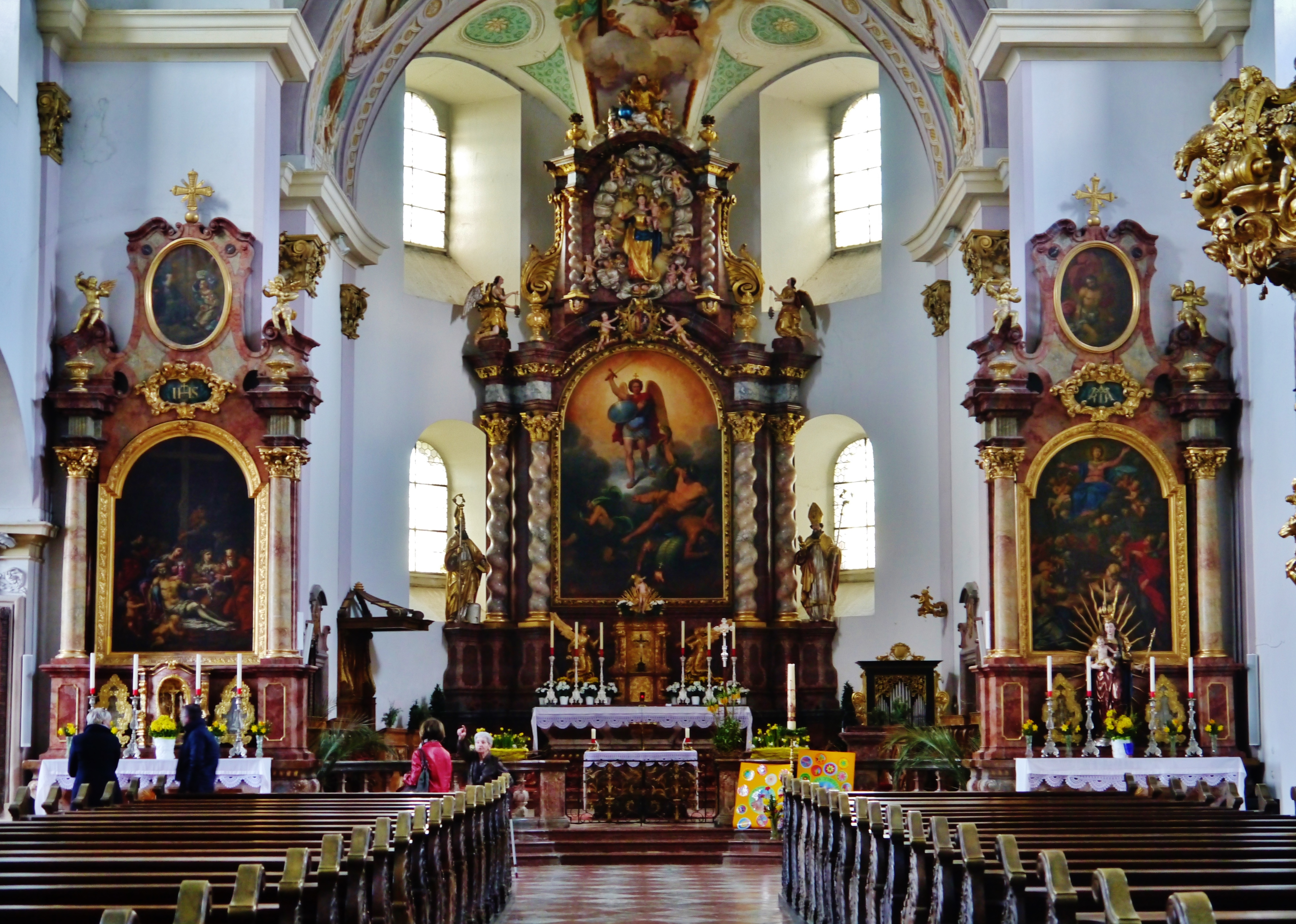
Chor der Stiftskirche

Das Chorgestühl entstand um 1700. Das Bild hl. Nikolaus von Johann Kendlpacher (1700) wurde aus der abgetragenen Reichersberger Liebfrauenkirche hierher übertragen.
Der linke Seitenaltar in barocken Formen um 1840/1850 zeigt das Bild Kreuzabnahme Christi. Der rechte Seitenaltar wie links zeigt das Bild Mariä Himmelfahrt. Die Madonna mit Kind schuf Johann Peter Schwanthaler der Ältere, 1784.
Der barocke Hochaltar aus 1713 trägt im Aufsatz eine frühbarocke Marienstatue aus der ersten Hälfte des 17. Jahrhunderts. Der Tabernakel ist aus 1834. Das Altarblatt Engelsturz malte Karl Rahl (1834) und wurde teils übermalt.

### Fresken

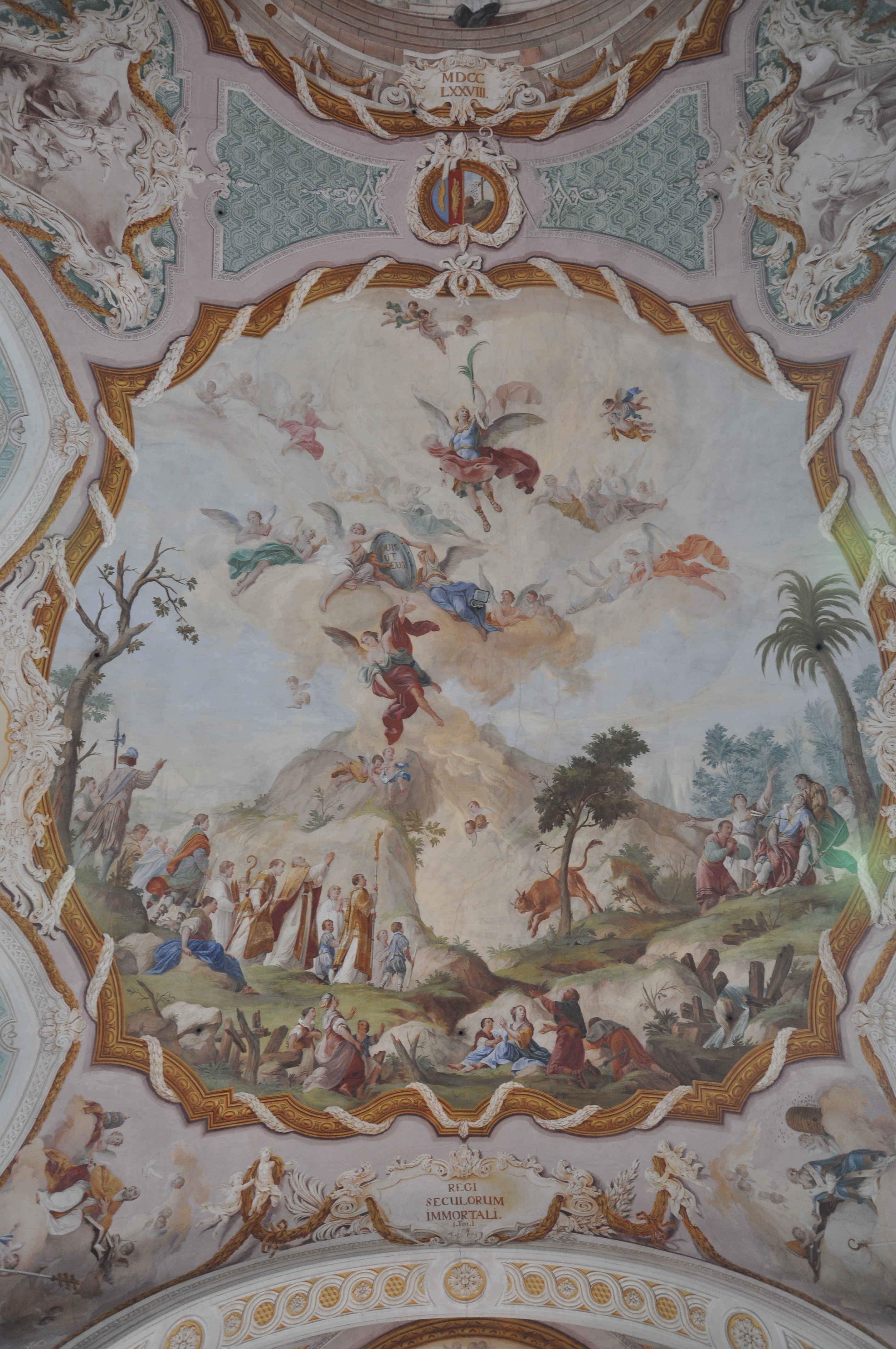
Deckenmalerei Gründungslegende Gargano von Christian Wink

Die Kirche zeigt bemerkenswerte Deckenfresken des bayrischen Hofmalers Christian Wink (1778/1779), im Langhaus das Bild Ordensstiftung durch Augustinus von Hippo mit Signatur und Selbstbildnis des Meisters und Erscheinung vom Erzengel Michael auf dem Berge Gargano, im Chor Verehrung des Namens Jesu und der Psalmist David, in der Kirchenvorhalle Schuhlösender Moses und Brennender Dornbusch.

### Orgeln
Die Chororgel aus 1680 wurde 1970 im Presbyterium aufgestellt.
Die Hauptorgel auf der Westempore baute Johann Michael Herberger (1779), das Orgelgehäuse und das Geländer der Empore schuf der Bildhauer Josef Stöger aus Graz. Die Hauptorgel wurde 1953/1954 restauriert und 1981 durch das Schweizer Unternehmen Metzler Orgelbau erneuert.

### Glocken
Unter den Glocken im Turm der Stiftskirche befindet sich eine Glocke aus dem Jahr 1602.